# Park Kap-sook
Park Kap-sook   (25 de novembre de 1970) és una ex-jugadora d'handbol sud-coreana que va competir durant les dècades de 1980 i 1990.
El 1992 va prendre part en els Jocs Olímpics de Barcelona, on guanyà la medalla d'or en la competició d'handbol.